# Блакитна мечеть (Мазарі-Шариф)
Блакитна мечеть, також поширені назви Мавзолей Алі і Святиня Хазрат Алі (перс. مسجد کبود дарі مسجد کبود) — джума-мечеть і мавзолей в місті Мазарі-Шаріф, яка є центром вілаяту (провінції) Балх Афганістану. Головний символ та візитна картка Мазарі-Шарифа та вілаят Балх. За деякими даними, одне з передбачуваних місць поховання останнього праведного халіфа Алі, зятя та двоюрідного брата пророка Магомета.

## Історія
Згідно з деякими історичними даними, невдовзі після вбивства Алі і похорону його тіла в Ен-Наджафі поблизу Багдада деякі з його послідовників переживали, що його тіло буде осквернене його ворогами і вирішили переховати тіло. Поклавши тіло на верблюда, вони йшли кілька тижнів, доки верблюд не впав. Після цього було вирішено поховати тіло на місці падіння верблюда. Місце поховання згодом стало називатися могилою святого, тобто «Мазарі-Шариф» (перс. مزار شریف) перською мовою. Згодом навколо поховання виникло місто з аналогічною назвою — Мазарі-Шариф.
Згідно з переказами, могила була виявлена випадково, і останній султан Сельджуцької імперії Ахмад Санджар збудував першу святиню над могилою. У 1220 (XIII століття), під час монгольської навали на чолі з Чингісханом, могила була засипана землею і замаскована, щоб уникнути осквернення з боку монголів. Будівля була зруйнована монголами.
Тільки в XV столітті, з ініціативи і завдяки зусиллям тимурида, правителя Хорасана та поета Хусейна Байкара, на місці поховання було відбудовано заново нинішню будівлю мечеті. Через велику кількість бірюзових кахлів, що покривають її куполи та стіни, будинок отримав назву «Блакитна мечеть».

## Сучасність
Завдяки регулярним реставраційним роботам Блакитна мечеть — одна з стародавніших пам'яток, що найбільш збереглися в Афганістані.
Більшість художніх оформлень мечеті є результатом роботи сучасних реставраторів. Оформлення більш раннього періоду, що збереглося — мармурова плита, зі словами «Алі — лев Бога».
Блакитна мечеть — центр усього суспільного та релігійного життя міста. Щороку 21 березня над храмом піднімається величезний прапор — янда, що символізує початок сорокаденних свят, присвячених зустрічі Нового року — Навруза.
Святиню в Мазарі-Шарифі шанують переважно афганські шиїти.
Поруч із Блакитною мечеттю живе велика зграя білих голубів. Це символічно для Афганістану і відображено на двох банкнотах: 1000 афгані, емісії 1979—1991 рр. та 1 афгані 2002—2004 рр. випуску. Крім того, мусульманська святиня відображена на банкноті 1000 афгані, що випускалася з 2002 до 2014 року.

### Оформлення
У південній частині внутрішнього двору мечеті розташований мавзолей Хазрета Алі, стіни якого суцільно заткані блакитним килимом. На подвір'ї мечеті знаходяться гробниці ще двох святих — Шир-Алі та Акбар-хан.

## Галерея

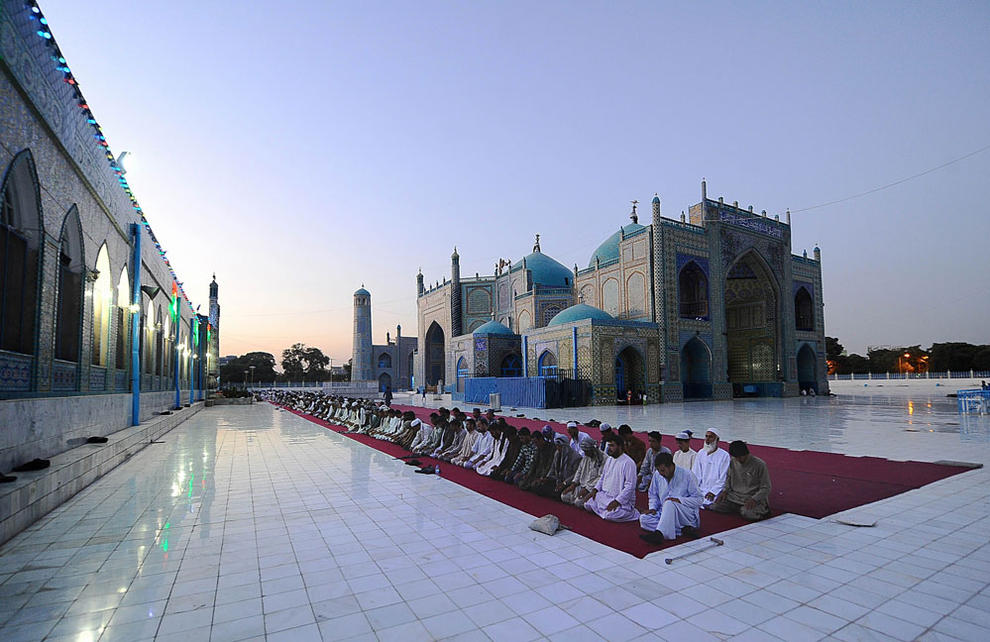
Мусульмани моляться під час місяця Рамадан у 2012 році.
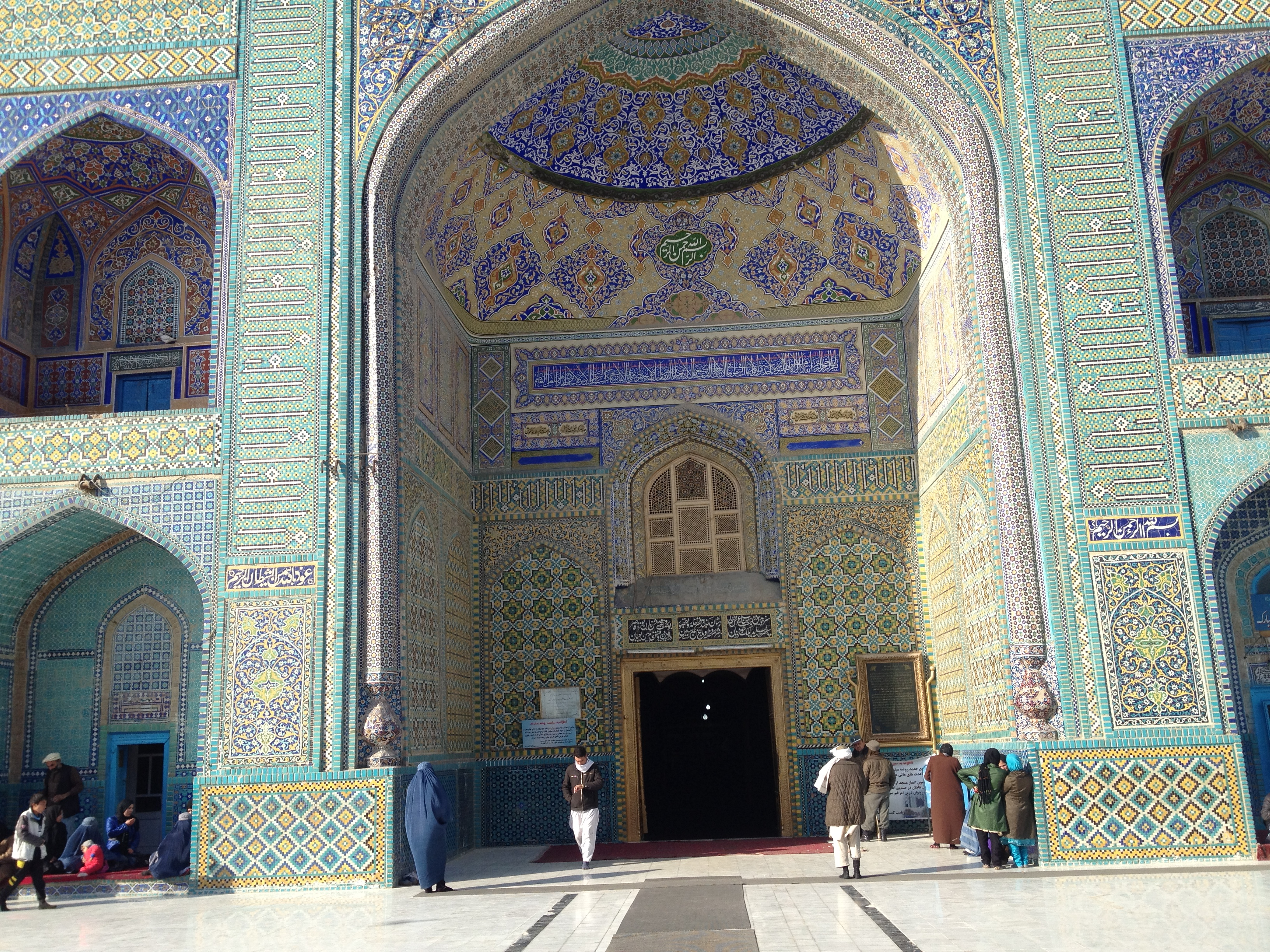
Вхід до однієї з будівель.
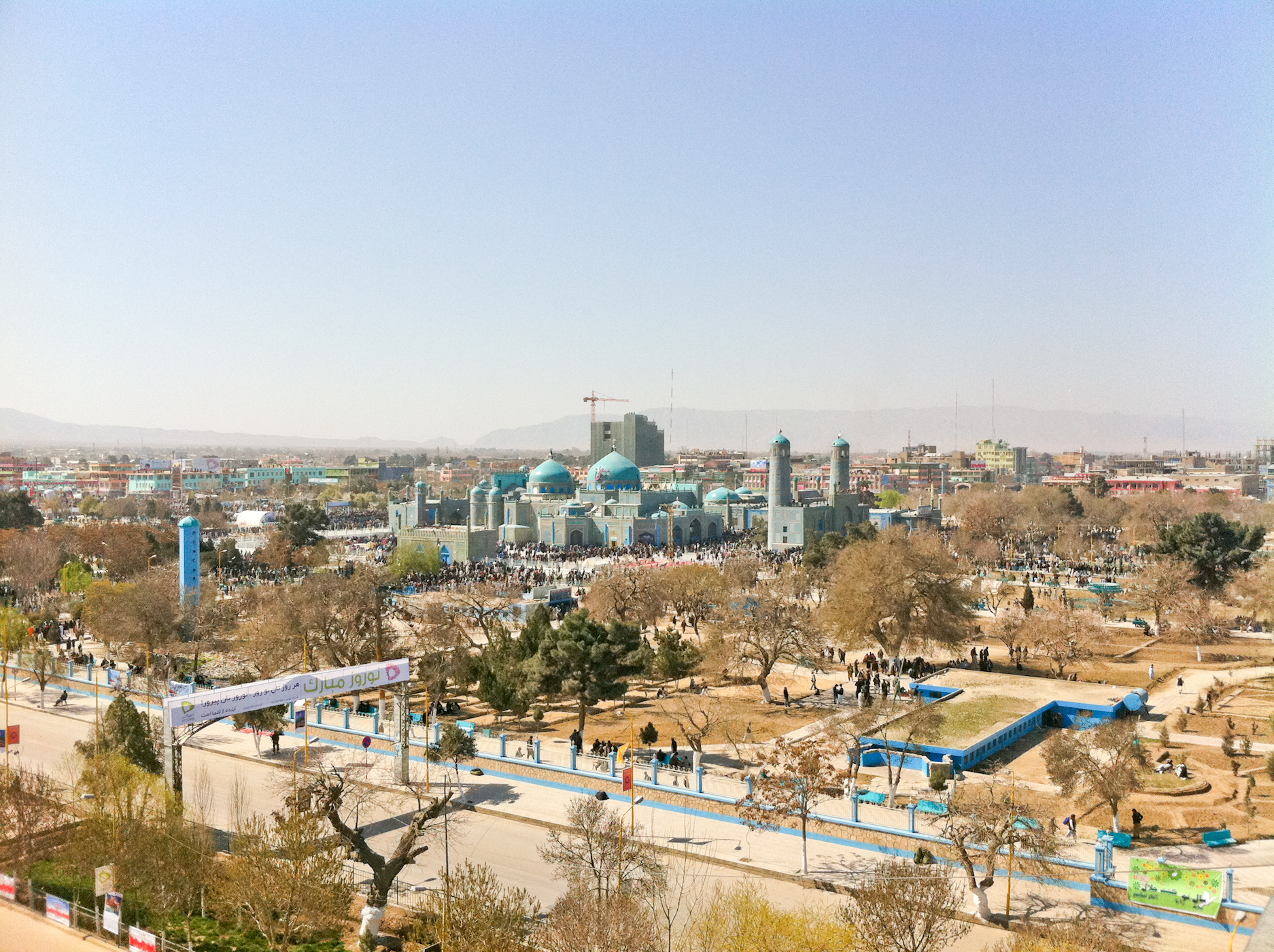
Погляд на мечеть здалеку в 2011 році.
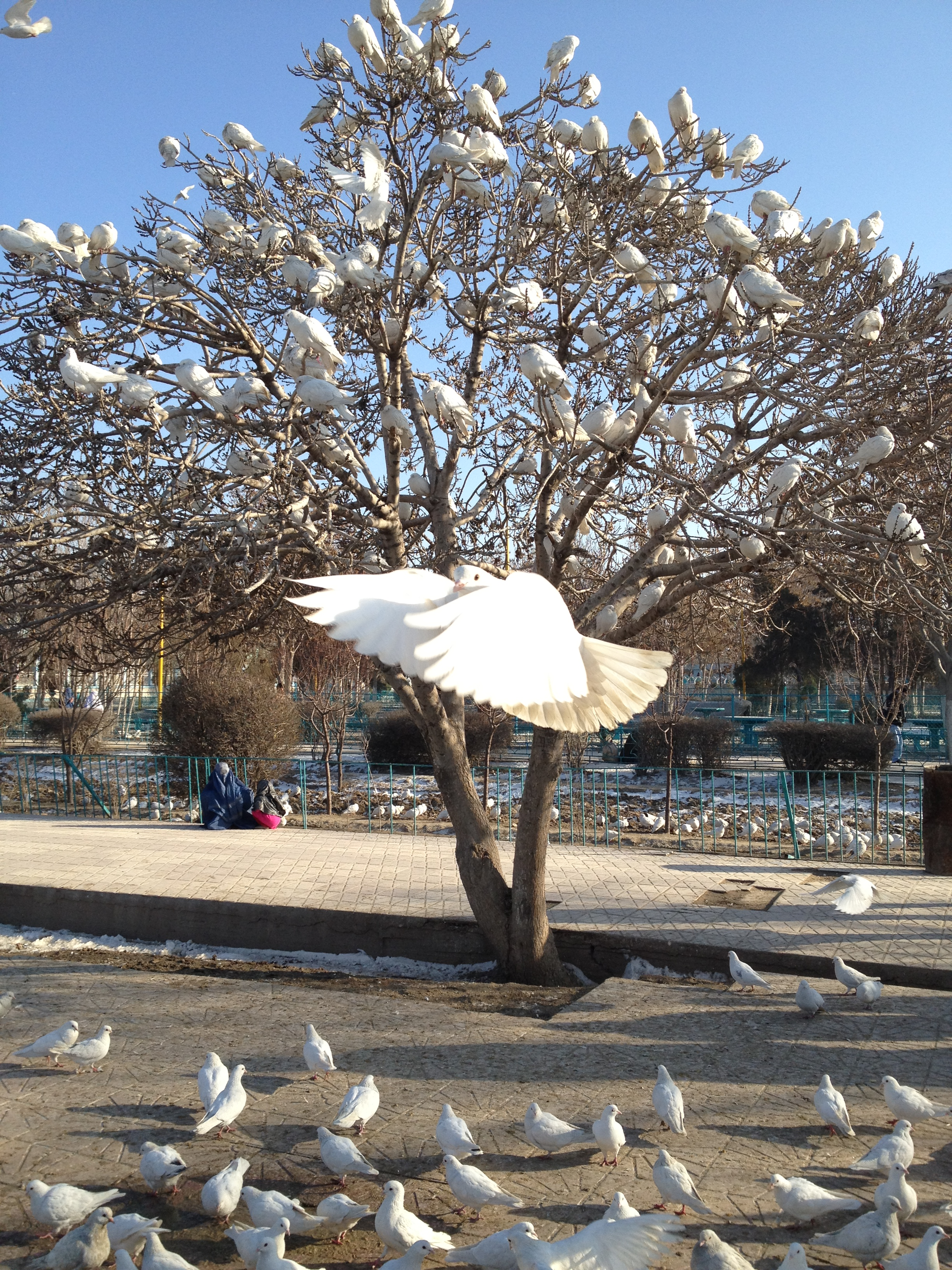
Білі голуби у дворі біля Блакитної мечеті.
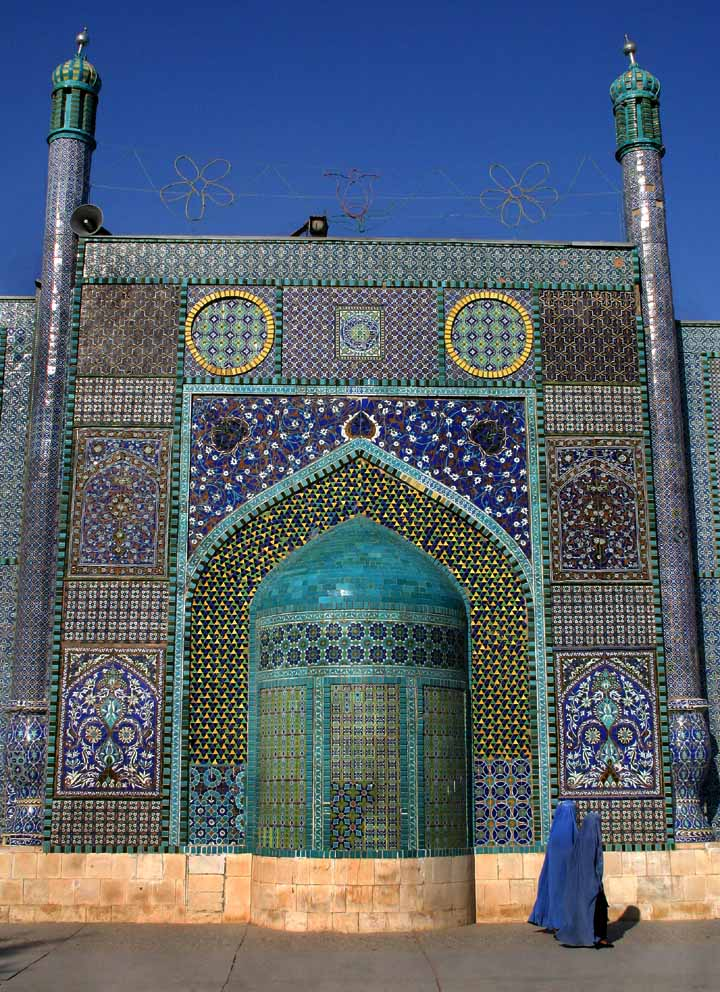
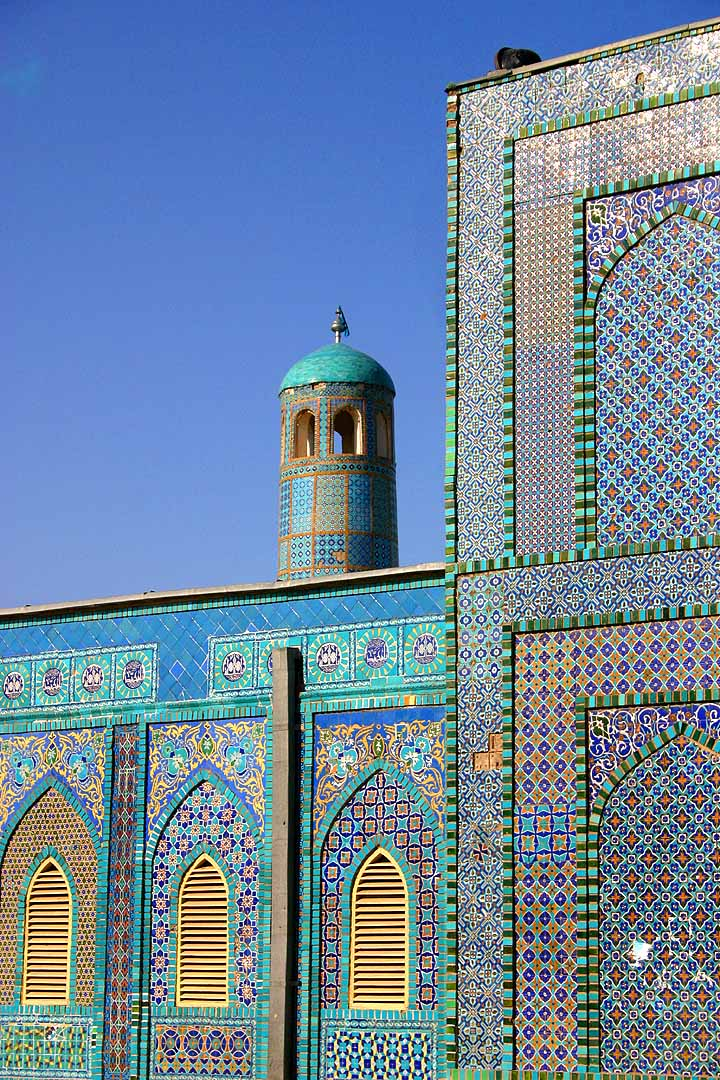
Перський стиль плитки.
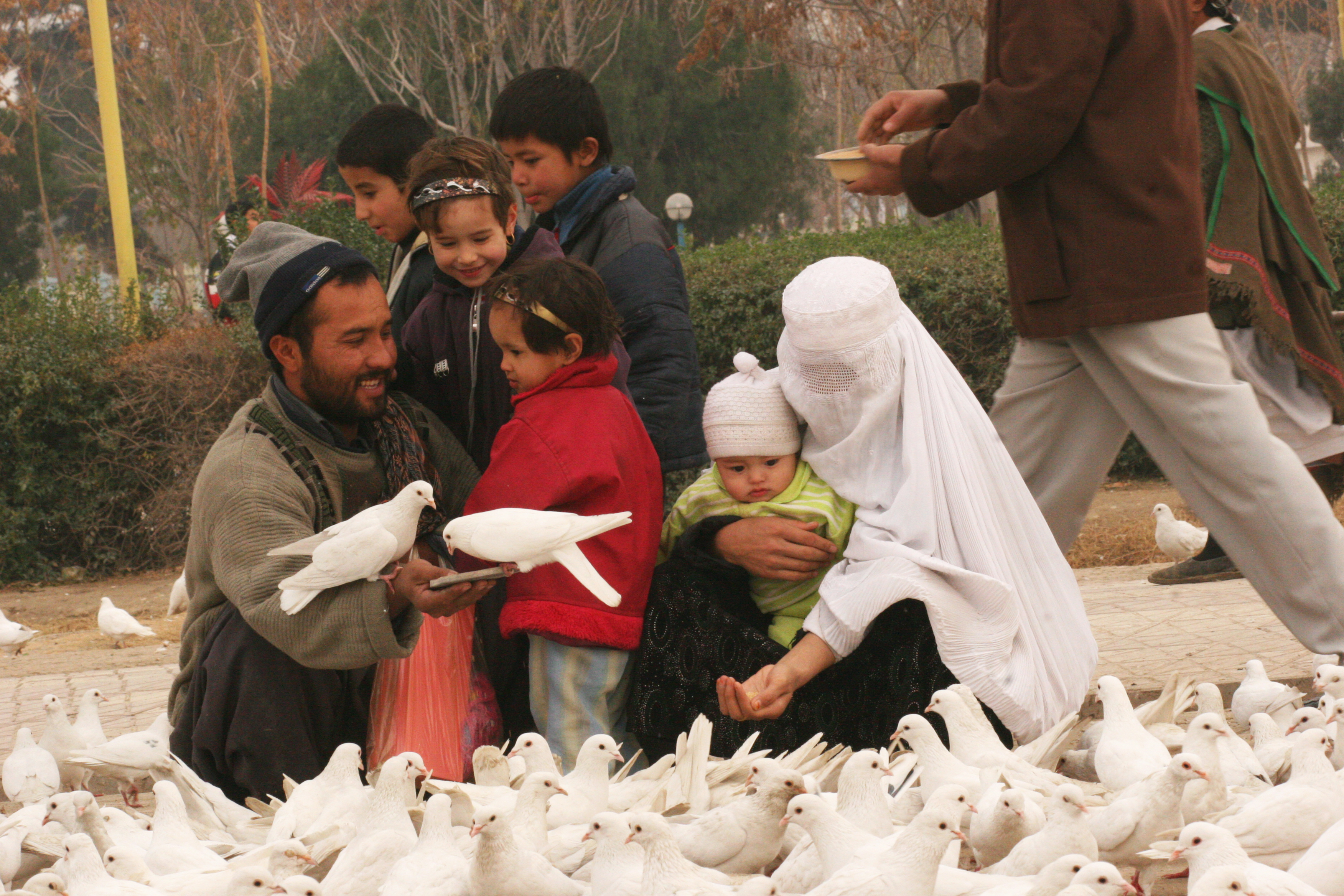
Сім'я годує голубів